# Ius naturale
 (décembre 2018).
 (décembre 2018).
Si vous disposez d'ouvrages ou d'articles de référence ou si vous connaissez des sites web de qualité traitant du thème abordé ici, merci de compléter l'article en donnant les références utiles à sa vérifiabilité et en les liant à la section « Notes et références ».

Le ius naturale (du latin, littéralement « droit naturel ») est un concept développé par les juristes pour expliquer pourquoi tous les hommes semblent obéir à quelques lois. Leur réponse étant que le « droit naturel » inculqué à tous est un sens commun.
Les juristes romains se sont demandé pourquoi le ius gentium (les lois qui s'appliquent aux citoyens romains et aux pérégrins) est généralement accepté par tous ceux qui vivent dans l'Empire romain. Leur conclusion est que ce droit a un sens pour toute personne raisonnable, et qu'ainsi tout le monde la suit. On a donc appelé tout droit qui ferait sens un ius naturale.
En opposition au ius naturale, l'esclavage par exemple fait partie du ius gentium de l'Empire, car l'esclavage est connu et accepté comme un fait dans toutes les parties du monde connu, mais n'a néanmoins pas de sens pour une personne raisonnable. Forcer les gens à travailler pour d'autres n'est pas naturel. L'esclavage fait alors partie du ius gentium, et non pas du ius naturale. Il est important de noter, cependant, que le ius naturale des juristes romains n'est pas le même que le droit naturel moderne.

## Contexte

### Origine du ius
Le ius naturale a un rôle primordial dans la Rome antique. Il appartient au domaine de ius, qui signifie droit. Il est donc rattaché au terme de ius civile et ius gentium : 
- ius : L'ius, le droit romain antique. Il y a ici référence à l'élévation vers les divinités.
- ius civile : le ius civile (terme latin, qui signifie « droit des citoyens », originellement ius civile Quiritum) est le cœur et le fondement du droit romain, de manière plus générale, le terme « ius » défini généralement celui de « ius civile ».
- ius gentium : C’est le droit des gens, qui désigne soit les droits minimums accordés aux membres des peuples étrangers pris individuellement, y compris ennemis, soit le droit des nations étrangères prises collectivement ; Cicéron (avocat et auteur italien[réf. nécessaire]) émet le terme de la res publica. C’est la traduction latine de la « chose publique ». Cela désigne un état gouverné selon le bien du peuple. La res populi signifie le peuple. Il faut soulever qu’un peuple n’est pas un regroupement d’homme assimilés au hasard, formée de quelque manière que ce soit mais plutôt une société cimentée par le iuris consensus. Sans consensus, il est impossible de voir l’action politique couronnée de succès. Cette assimilation a une « utilitas communionis », c’est-à-dire, une participation bénéfique. Les notions abordés semblent donc toute reliés par le « iuris consensus ». Ce dernier comprend le ius civile, ius gentium et ius naturale. Ce sont les composants de ius dans la pensée Romaine.

« Omnes populi, qui legibus et moribus reguntur, partim suo proprio, partim communi omnium hominum iure utuntur. Nam quod quisque populus ipse sibi ius constituit, id ipsius proprium civitatis est vocaturque ius civile, quasi ius proprium ipsius civitatis: quod vero naturalis ratio inter omnes homines constituit, id apud omnes peraeque custoditur vocaturque ius gentium quasi quo iure omnes gentes utuntur », 
Toutes les lois et les coutumes sont en partie propre, elles sont communes et peuvent être usée par tout homme. Les habitants de la communauté les appliques eux-mêmes, que leur ville est considéré « civile », en tant que droit de l’état particulier : le système naturel correspond aux décrets placés entre les hommes, définissant les bonnes personnes et utilisés dans toutes les nations.

### Définition duius naturale
Le ius naturale, appelé « loi naturelle » ou « loi de la nature » comprend des principes juridiques, supposant révéler un raisonnement abstrait, ou être enseignés à toutes les nations et à tous les hommes d’un point de vue naturel. Cette loi est censée régir les hommes et les peuples dans un état considérée naturel ou en lien avec les natures. Cette notion apparaît avant l’apparition des  gouvernements organisés ou celle des lois promulguées. Cette idée / notion provint des juristes philosophiques de Rome et s’élargit progressivement et devint peu à peu un fondement, une base à tous les systèmes de droit positif. On la retrouve donc plus ou moins dans les lois communes a tous.
Cependant le « ius naturale » comprend lui aussi des sources primaires. L’expression contient en effet un double sens :  d’un côté, on retrouve les références dans lesquelles « ius naturale » est utilisé d’une manière explicative ou illustrative. D’un autre côté, il y a des sources, dans lesquelles ius naturale est défini.
De manière défini, la loi naturelle est ce que la nature a enseigné à tous les animaux. Cette loi n'avait pas le genre, propriété huma de la nature, mais de toutes les créatures vivantes, que ce soit dans le ciel, les choses sur la terre ou dans la mer.
La manière comme Ulpien aborde le problème nous communique que ius naturale est le droit que la nature a appris à tous les animaux qui vivent sur la terre et dans les eaux, et qui appartient également aux oiseaux.

## Caractéristiques du droit naturel dans les sociétés antiques
C’est pendant l’antiquité, par la civilisation grecque que le concept du droit naturel reçoit une formulation explicite. Les lois naturelles se trouvent, selon les précurseurs de cette période historique, dans la nature des choses, ou encore dans l’ordre du monde. Des auteurs célèbres illustrent cette représentation de « droit ou loi naturel(le) ».
Le premier texte est le passage célèbre d’Antigone de Sophocle où le personnage invoque une loi éternelle face à la loi positive édictée par le tyran Kréon. l’héroïne impose aux décrets humains une limite venant d’en haut (des dieux)
Il y eut ensuite les Sophistes qui émettaient une distinction entre nature et loi, puis Socrate, qui établissait un lien entre le « ius naturale » et la religion. Selon le christianisme, l’homme garde un pied dans la cité, mais son esprit s’élève au-dessus d’elle. Le droit naturel est donc une aspiration à la justice, à la liberté, au bien-être, et Dieu incarne toute cette perfection. 
Enfin, Aristote affirmait l’existence de lois naturelles, universelles et immuables, qui ne peuvent pas changer à travers les siècles. Il introduit donc une idée de temporalité en mettant en avant la pérennité de ce « ius naturale ».
Les romains, influencés par la pensée grecque, se donnent à chercher et à comprendre cette loi de nature. Cicéron la décrit dans De Republica : « Une seule et même loi éternelle et immuable qui régit toutes les nations en même temps ».
Par conséquent, l’idée d’un « ius naturale » ne consiste pas à dissocier de l’autre, mais au contraire, il sert à la construction. L’homme qui suit le courant du droit naturel est animé par un esprit de vérité. Dans les sociétés antiques, le concept de ius naturale était un concept philosophique abstrait, qui varier d’un précurseur à un autre. Son rôle était de dépasser le seul cadre politique. Il incarnait l’aspiration au bien. Dans la cité, l’homme doit respecter les engagements qu’il souscris, réparer les préjudices qu’il créé… 

## Comparaison et rapports du droit naturel avec le droit positif
Il sied de noter[style à revoir] que ces notions sont largement opposées en raison de leur contenu, ce qui fait l’objet de plusieurs critiques juridico-philosophiques.
En ce qui est de  leur contenu il est opportun de rappeler avec force, que pour les partisans du positivisme juridique, le droit positif est un ensemble de phénomènes qui prennent place dans le temps et dans l’espace, à la différence du droit naturel, qui s’apparente davantage à la métaphysique, à des valeurs.
D’autre part, les courants positivistes estiment vaine toute activité de l’esprit prétendant dépasser l’observation des phénomènes et de leurs relations mutuelles tandis que le droit naturel peut être défini comme des principes immuables découverts par la raison.
De plus, selon la philosophie kantienne, il y a une distinction entre les noumènes  et les phénomènes. Le droit positif s’apparente donc à un phénomène tandis que le droit naturel tente d’être un noumène.
Nous[Qui ?] pouvons également nous référer à la pensée allemande du XIXe siècle. En effet, les codifications particulières et l’exemple de la France  ont provoqué une réaction. Ainsi, le droit, considéré comme l’œuvre de la raison raisonnante par l’école du droit de la nature et des gens aux XVII et XVIIIe siècles, est alors perçu comme le produit spontané et plus ou moins inconscient de l’esprit populaire, ce qui s’apparente au droit positif.
Nous[Qui ?] pouvons ajouter qu’à la différence du droit naturel, qui est valable pour tous les temps et tous les lieux, le droit positif connaît des variations et des divergences selon le temps et l’espace. Enfin, tandis que le droit naturel a une valeur universelle, par contre le droit positif doit être étudié par l’observation de la vie sociale selon le positivisme sociologique. Étant donné que cette observation montre que les sociétés sont différenciées, le droit positif varie donc selon la société dans laquelle il est en vigueur.
En ce qui est de critiques, nées de cette distinction, il faut le rappeler avec la doctrine du positivisme juridique, qu’il se borne à l’étude des systèmes existants. Pourtant, les adeptes de la doctrine du droit naturel critiquent cette attitude parce qu’elle ne dispose pas d’une philosophie du droit et de sa science si on a le souci de la justifier. Le droit naturel permettrait donc une spiritualisation et une universalisation du droit positif qui lui ferait défaut.
Nonobstant, la distinction existant entre le jus naturale et le droit positif,  il est d’une importance capitale que ces deux formes de droit entretiennent de rapports de force.
De premier abord, une certaine partie de doctrine à rappeler avec force que le droit positif est la copie exacte du droit naturel ayant fait l’objet d’une codification c’est-à-dire que le droit positif s’est inspiré du droit naturel. Plusieurs règles de droit, peuvent être citées à titre d’exemple il en est ainsi du viol qui est à la base  une règle de droit naturel ou du meurtre  qui s’inscrit dans le même sillage.
La législation française n’a pas eu froid aux yeux en codifiant ces règles du droit naturel. En ce qui est du meurtre par exemple, il est à rappeler suivant la doctrine de l’Église catholique, que Caïn considéré comme étant le premier criminel, avait  fait preuve de remords après avoir donné la mort à son frère ; or, à cette époque le droit positif n’existait pas encore. le fait de donner la mort à quelqu’un était considéré comme un comportement déviant à la société cela en raison du droit naturel.
Nous[Qui ?] comprenons donc, qu’il n’est possible de parler du droit positif sans revenir aux origines donc, sans parler du jus naturale puisque même pour la doctrine positivisme, le droit positif remonte à une époque récente. Il suffit seulement de s’informer sur l’histoire de Robinson sur son île avant l’arrivée de Vendredi.  
Grosso modo, le droit naturel, est pour le droit positif ce qu’est le parfum pour la rose: cf Henry David Thoreau .

#### Ouvrages
- Blandine Kriegel, Les droits de l'homme et le droit naturel, collection Quadrige, Presses universitaires de France, 1989, 1 vol. (118 p.),  (ISBN 978-2-13-042873-2)
- Yves Vargas, Rousseau et le droit naturel, vol.31, pp. 25-52,  (ISSN 1980-539X).
- Martial Mathieu, Droit naturel et droits de l’homme, CERDHAP, PUG, Société d’histoire et du droit. Journées internationales 2009, Grenoble-Vizilie, p. 200
- Xavier Dijon, Droit naturel : relancer l’histoire ?, Bruylant, 2008. Collection Droit et religion, no 2. Passage : esquisse historique des références philosophiques du droit à la nature.

#### Articles
- Gaelle Demelemestre, Sens, portée et enjeu de la référence à l’unité du genre humain dans la doctrine classique du droit des gens, 2017/2, Association d’études sur la Renaissance, l’Humanisme et la Réforme disponible sur CAIRN, 344 pages, 1771-1347
- Sabina Tortorella, « Le règne de la liberté effectuée : Hegel et le droit », Thèse de doctorat en Philosophie, sous la direction de Jean-François Kervegan et de Carlo Natali, Paris 1, Centre de la philosophie contemporaine de la Sorbonne, 2015, disponible en ligne